# Škoda Yeti
Škoda Yeti (nume de cod Typ 5L) este un SUV crossover compact comercializat de producătorul ceh de automobile Škoda Auto și prezentat la Salonul Auto de la Geneva din 2009, ca prima intrare a producătorului pe piața SUV-urilor.